# Vigor Bovolenta
Vigor Bovolenta (Contarina, 30 maggio 1974 – Macerata, 24 marzo 2012) è stato un pallavolista italiano.
Giocava nel ruolo di centrale.
Definito il Gigante del Polesine per la sua mole, è stato fra i protagonisti della cosiddetta generazione di fenomeni della nazionale italiana nel corso degli anni 90 del XX secolo.

## Biografia
Muore il 24 marzo 2012, all'età di 37 anni, in seguito a un malore avvenuto durante la partita fra la sua squadra, Forlì, e la Lube per il campionato di B2. Dopo essersi accasciato improvvisamente al suolo dopo una battuta, viene trasportato all'ospedale di Macerata, dove muore un paio d'ore più tardi, intorno alla mezzanotte, a seguito di un arresto cardiaco. Bovolenta aveva già sofferto di extrasistole negli anni antecedenti, tanto da essere stato costretto a uno stop di quattro mesi dodici anni prima della tragedia, ma secondo una prima analisi l'episodio non avrebbe influito sul decesso. Era affetto da una coronaropatia aterosclerotica. Riposa nel cimitero di Taglio di Po.
A quindici giorni dalla scomparsa, la moglie Federica si accorge di aspettare il quinto figlio. A un mese dalla scomparsa, il 24 aprile 2012, è stata organizzata una partita al PalaDeAndré per ricordarlo: l'evento, chiamato Bovo Day, organizzato dalla società pallavolistica del Ravenna ha visto affrontarsi l'"Italia di Berruto" contro "Gli amici di Vigor". Dall'anno successivo l'evento è organizzato dalla moglie a Piacenza.
Il 12 agosto 2012, in occasione della conquista della medaglia di bronzo ai Giochi olimpici di Londra da parte della nazionale italiana, questa gli dedica il trofeo, portando sul podio la sua maglia azzurra nº 16. Nella sua lunga carriera aveva infatti utilizzato solo due numeri di maglia: il nº 10 fino al 1999, e il summenzionato nº 16 fino all'ultima partita con Forlì.
I suoi figli Alessandro e Arianna sono pallavolisti.

## Carriera

### Club

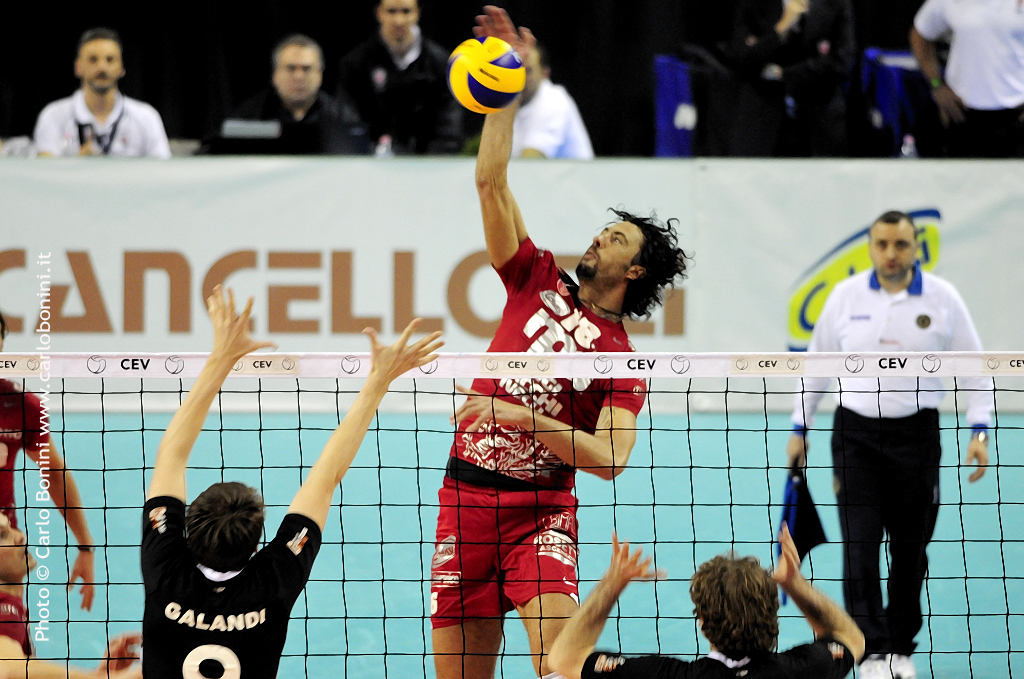
Un attacco di Bovolenta per il Perugia nelle semifinali della Challenge Cup 2009-2010

L'avventura nel mondo dello sport è iniziata nel suo paese d’origine, Taglio di Po, dove come tanti ragazzi ha mosso i suoi primi passi non nella pallavolo bensì nel calcio nel ruolo di stopper allenato da Claudio Ottoboni.
Nel 1988, all’età di 14 anni, vista la sua altezza (era già 194 cm), fu presentato da mister Ottoboni a Gianni Bernardinello, allenatore della Virtus Volley Taglio di Po, che era alla ricerca di giovani per creare una squadra di pallavolo da iscrivere al campionato maschile Under-15. Bovolenta, all’inizio molto titubante, si convinse ascoltando anche il parere di Luciano Zanella suo professore di educazione fisica alle scuole medie che da tempo auspicava che il ragazzo praticasse la pallavolo.
Nella sua prima stagione pallavolistica si divideva tra l’Under-15 e il campionato di Seconda Divisione, inizialmente Bovolenta ricopriva il ruolo di banda, ma vista la sua capacità di andare a muro e la sua altezza fu Bernardinello a modificare il suo ruolo in centrale: il cambio di ruolo è stato uno dei passaggi fondamentali della sua carriera.
Esordì con i dilettanti del Polesella prima di essere ingaggiato da Porto Ravenna, nel 1990. Debuttò in prima squadra nella stagione 1990-91, in cui la società romagnola vinse scudetto e Coppa Italia; con lo stesso club vinse tre Coppe dei Campioni, una Coppa CEV e due Supercoppe europee. Con la maglia ravennate giocò fino al 1997.
Vestì successivamente tre maglie diverse in tre stagioni, giocando per 4 Torri Ferrara, Roma e Palermo. Nel 2000 passò al Daytona di Modena, con cui vinse il campionato 2001-02. Chiuse la sua esperienza nella squadra emiliana nel 2003, per poi accasarsi al Piacenza con cui disputò tre finali scudetto e vinse una Top Teams Cup.
Nel 2008 venne ingaggiato dal Perugia; con la formazione umbra trionfò nella Challenge Cup 2009-10. Dal 2010 giocò per il Forlì, dove rimase fino alla prematura morte sopraggiunta nel 2012.
Ha collezionato 553 partite in A1, in ventuno anni di carriera.

### Nazionale
Il 3 maggio 1995 esordì in nazionale, a L'Avana, nella gara persa per 3-1 dagli azzurri contro Cuba. In maglia azzurra ha vinto quattro edizioni della World League, una Coppa del Mondo e due europei, oltre all'argento ai Giochi olimpici di Atlanta 1996 e all'europeo in Repubblica Ceca.
Con la maglia azzurra ha giocato in totale 197 partite e vinto 7 trofei in tredici anni.

## Palmarès

### Club

#### Competizioni nazionali
- Campionato italiano: 2

Porto Ravenna: 1990-91
Daytona: 2001-02
- Coppa Italia: 1

Porto Ravenna: 1990-91

#### Competizioni internazionali
- CEV Champions League: 3

Porto Ravenna: 1991-92, 1992-93, 1993-94
- Top Teams Cup: 1

Piacenza: 2005-06
- Coppa CEV / Challenge Cup: 2

Porto Ravenna: 1996-97
Perugia: 2009-10
- Supercoppa europea: 2

Porto Ravenna: 1992, 1993
- Campionato mondiale per club: 1

Porto Ravenna: 1991